# Compagnie du Bois Sauvage
Compagnie du Bois Sauvage is een Belgische holding. De vennootschap dankt haar naam aan de ligging in de Brusselse rue du Bois Sauvage (Nederlands: Wildewoudstraat).

## Geschiedenis
Compagnie du Bois Sauvage werd in 1994 opgericht door Guy Paquot en ontstond uit de samenvoeging van negentien ondernemingen van diverse oorsprong en met uiteenlopende activiteiten:
| Onderneming                          | Oprichting | Overname |
| ------------------------------------ | ---------- | -------- |
| Ateliers de Trazegnies Réunies       | 1902       | 1957     |
| Fours Lecocq                         | 1913       | 1957     |
| Charbonnages de Strepy Bracquegnies  | 1893       | 1982     |
| Sefic                                | 1927       | 1984     |
| Hensipar                             | 1959       | 1984     |
| Surfinmo                             | 1983       | 1985     |
| Somikin                              | 1931       | 1986     |
| Charbonnages Hensies Pommerœl        | 1912       | 1987     |
| Cofinep                              | 1933       | 1987     |
| Ganoss                               | 1983       | 1987     |
| Ciment Portland de Buda              | 1890       | 1987     |
| Compagnie Financière Nagelmakers     | 1910       | 1989     |
| Comptoir Général d'Approvisionnement | 1916       | 1990     |
| Entrema                              | 1945       | 1991     |
| Immochim                             | 1971       | 1992     |
| Nagelinvest Charleroi                | 1980       | 1992     |
| Nagelinvest Waterloo                 | 1980       | 1992     |
| Surongo                              | 1927       | 2002     |
| Finpro                               | 1997       | 2003     |

## Activiteiten
Compagnie du Bois Sauvage heeft een belang in onder meer materiaaltechnologie- en metalengroep Umicore (1,64%), chocolademerk Neuhaus (100%), Artista Chocolates (75,81%), vastgoedbedrijf Eaglestone (30%), portefeuillemaatschappij Parfina (100%), de Amerikaanse holding Vinventions (21,20%), de Franse zoetwarenproducent Jeff de Bruges (66%) en de Duitse Berenberg Bank (11,40%). Daarnaast beschikt de holding over een groot vastgoedpatrimonium in Europa en de Verenigde Staten.
In het verleden had de holding ook belangen in onder meer Fortis, Electrabel, Delhaize, Solvay, Ter Beke, CMB, TotalFinaElf, Bank Brussel Lambert, KBC, Atenor, Tractebel, Mobistar, Floridienne, Bank Degroof, Cofinimmo, Dexia, Tessenderlo, SN Brussels Airlines en Recticel.

## Structuur
Compagnie du Bois Sauvage is beursgenoteerd, maar voor 5,60% in handen van de controleholding Fingaren en voor 44,40% van Entreprises et Chemins de Fer en Chine, dat zelf voor 95,23% in handen is van Fingaren.
Sinds 2015 is Valérie Paquot, dochter van oprichter Guy Paquot, hoofd van de holding.